# Stanisław Dębicz
Stanisław Dębicz (ur. 12 grudnia 1887 w Warszawie, zm. 14 lipca 1948 w Iwoniczu) – polski aktor i reżyser teatralny.

## Życiorys
Ukończył gimnazjum w Warszawie, następnie podjął naukę na Uniwersytecie Warszawskim. W sezonie 1912/1913 zadebiutował w Łodzi jako aktor w roli Zbyszka (W gołębniku Ignacego Nikorowicza). W teatrze łódzkim wystąpił również w rolach: Wacka (Wicek i Wacek) oraz Gustawa (Śluby panieńskie). Następnie był związany z Teatrem Polskim w Poznaniu (sezon 1913/1914) i Teatrem Artystycznym w Warszawie (sezon 1914/1915). W latach 1915-1920 występował w różnych teatrach warszawskich: Teatrze dla Wszystkich, Teatrze Ludowym, Teatrze Powszechnym oraz Teatrze Współczesnym, gdzie również reżyserował. Współpracował okresowo z zespołami teatrów objazdowych (Marii Przybyłko-Potockiej, Karola Adwentowicza, Marii Mrozińskiej, J. Górnickiego oraz objazdowym zespołem Teatru Ministerstwa Spraw Wojskowych). W latach 1921-1932 pracował na stałe w Teatrze Miejskim w Łodzi, gdzie również rozwinął się jako reżyser. Następnie występował w: Teatrze Kameralnym w Częstochowie (1932-1935), Stołecznym Teatrze Powszechnym w Warszawie (sezon 1935/1936), Teatrze im. Wojciecha Bogusławskiego w Kaliszu (sezon 1936/1937), Teatrze Wołyńskim im. Juliusza Słowackiego (sezon 1937/1938) oraz Teatrze Miejskim w Bydgoszczy (sezon 1938/1939). W okresie II wojny światowej mieszkał w Częstochowie i pracował jako kelner. Po wojnie był aktorem i reżyserem w Teatrze Miejskim w Sosnowcu, Teatrze Polskim w Bydgoszczy (sezon 1946/1947) oraz Teatrze Polskim Bielsko-Cieszyn.

### Kariera aktorska
Wystąpił w rolach m.in.: Mazepy (Mazepa), Stańczyka (Złote więzy), Alfreda Clapsona (Dom wariatów), Chlestakowa (Rewizor), Liapkina-Tiapkina (również Rewizor), Szambelana (Pan Jowialski), Papkina (Zemsta), Dyndalskiego (również Zemsta), Generała Bourgoygne (Uczeń szatana), Szarmanckiego (Spazmy modne Wojciecha Bogusławskiego), Venture'a (Sułkowski), Fujarkiewicza (Dom otwarty). Jakuba Morella (Candida G. B. Shawa), Gordziejewskiego (Kto mówi, że nie piję Wincentego Rapackiego) i Barona Antenackiego (Przyjaciele).
Wystąpił w filmie Dzwony wieczorne. Róże i kolce zakazanej miłości (1927) w roli Andrzeja Woroneckiego.

### Kariera reżyserska
Wyreżyserował m.in. sztuki: Śluby panieńskie, Zaczarowane koło, Papa, Moralność pani Dulskiej, Ładna historia i Dom otwarty.